# Виборчий округ 85
Виборчий округ 85 — виборчий округ в Івано-Франківській області. В сучасному вигляді був утворений 28 квітня 2012 постановою ЦВК №82 (до цього моменту існувала інша система виборчих округів). Окружна виборча комісія цього округу розташовується в приміщенні Калуської районної ради за адресою м. Калуш, вул. Шевченка, 6.
До складу округу входять місто Калуш, а також Калуський і Рогатинський райони та частина Галицького району (села Крилос, Сокіл, Мединя та все що на південь від них). Виборчий округ 85 межує з округом 126 на північному заході, з округом 123 на півночі, з округом 165 на північному сході, з округом 84 на сході і на південному сході, з округом 87 на півдні та з округом 86 на південному заході. Виборчий округ №85 складається з виборчих дільниць під номерами 260106-260109, 260130, 260133, 260140, 260154, 260276-260328, 260538-260615 та 260962-260988.

## Народні депутати від округу
| Ім'я                       | Фото | Партія               | Скликання | Дата набуття повноважень | Дата припинення повноважень                                                                |
| -------------------------- | ---- | -------------------- | --------- | ------------------------ | ------------------------------------------------------------------------------------------ |
| Сікора Ольга Мирославівна  |      | Батьківщина          | 7-ме      | 12 грудня 2012           | 27 листопада 2014                                                                          |
| Насалик Ігор Степанович    |      | Блок Петра Порошенка | 8-ме      | 27 листопада 2014        | 14 квітня 2016 (перейшов на посаду Міністра енергетики та вугільної промисловості України) |
| Шевченко Віктор Леонідович |      | самовисуванець       | 8-ме      | 6 вересня 2016           | 29 серпня 2019                                                                             |
| Прощук Едуард Петрович     |      | Слуга народу         | 9-те      | 29 серпня 2019           |                                                                                            |

## Результати виборів

### Парламентські

#### 2019
Кандидати-мажоритарники:
- Прощук Едуард Петрович (Слуга народу)
- Шевченко Віктор Леонідович (самовисування)
- Насалик Ігор Степанович (самовисування)
- Кобильник Роман Васильович (Голос)
- Гресько Михайло Романович (самовисування)
- Кінаш Віталій Іванович (самовисування)
- Чумичкін Анатолій Станіславович (самовисування)
- Мельник Мирослав Васильович (Аграрна партія України)
- Кредісов Вячеслав Анатолійович (самовисування)
- Попадин Олександр Володимирович (Опозиційний блок)

#### Довибори 2016
Одномандатний мажоритарний округ:

Кандидати-мажоритарники:
- Шевченко Віктор Леонідович (УКРОП)
- Насалик Сергій Степанович (Блок Петра Порошенка)
- Сікора Ольга Мирославівна (Батьківщина)
- Гошовський Микола Іванович (Патріот)
- Тебешевська Оксана Степанівна (Свобода)
- Волгін Андріан Вікторович (Сила людей)
- Савка Олег Васильович (Народний рух України)
- Глагович Михайло Васильович (самовисування)
- Яровата Анжела Валентинівна (Радикальна партія)
- Цвіль Володимир Іванович (самовисування)
- Нижник Олег Богданович (самовисування)
- Король Роман Васильович (УНА-УНСО)
- Кавінський Святослав Ігорович (самовисування)
- Шаповалов Валерій Григорович (Європейська партія України)
- Гнатів Андрій Андрійович (самовисування)
- Ткач Ігор Євгенович (Республіканська партія України)
- Сорока Оксана Михайлівна (самовисування)
- Сачко Олександр Миколайович (самовисування)
- Архипова Людмила Миколаївна (Солідарність жінок України)
- Мірошник Сергій Борисович (самовисування)
- Дорош Мар'ян Іванович (самовисування)
- Добровольська Ганна Володимирівна (самовисування)
- Шутова Марина Аркадіївна (самовисування)
- Казакова Оксана Олександрівна (самовисування)
- Кривошея Ірина Василівна (самовисування)
- Клюс Володимир Ярославович (самовисування)
- Дяченко Сергій Федорович (самовисування)
- Кухар Олена Валеріївна (самовисування)
- Опалінський Юрій Володимирович (самовисування)
- Крилишин Юрій Володимирович (самовисування)
- Левченко Ганна Володимирівна (самовисування)
- Черненко Роман Юрійович (самовисування)
- Міллер Емілія Іллівна (самовисування)
- Орєхова Валентина Іванівна (самовисування)
- Струць Тетяна Дорошівна (самовисування)
- Підопригора Вадим Віталійович (самовисування)
- Платонов Павло Михайлович (самовисування)

#### 2014
Кандидати-мажоритарники:
- Насалик Ігор Степанович (Блок Петра Порошенка)
- Тірон Андрій Валерійович (Народний фронт)
- Сікора Ольга Мирославівна (Батьківщина)
- Павлів Володимир Олексійович (самовисування)
- Гладун Ярослав Ігорович (самовисування)
- Коретчук Ярослав Володарович (Конгрес українських націоналістів)
- Телько Володимир Іванович (Радикальна партія)
- Сушко Роман Васильович (самовисування)

#### 2012
Кандидати-мажоритарники:
- Сікора Ольга Мирославівна (Батьківщина)
- Нижник Олег Богданович (УДАР)
- Келестин Валерій Васильович (Партія регіонів)
- Питлик Василь Михайлович (Наша Україна)
- Турчин Василь Васильович (самовисування)
- Стула Володимир Михайлович (Комуністична партія України)
- Федорів Тарас Федорович (Народно-демократична партія)

## Явка
Явка виборців на окрузі: